# Place Farnèse
La place Farnèse ou Piazza Farnèse (en italien : Piazza Farnese) est une place du centre de Rome. Elle est la place principale du Rione Regola.

## Histoire
L'histoire de la place débute au XVIe siècle, lorsque le cardinal Alessandro Farnese, futur pape Paul III, achète un certain nombre de maisons près de la place pour les démolir, afin de créer suffisamment d'espace devant le palais qu'il venait de projeter par Antonio da Sangallo le Jeune.

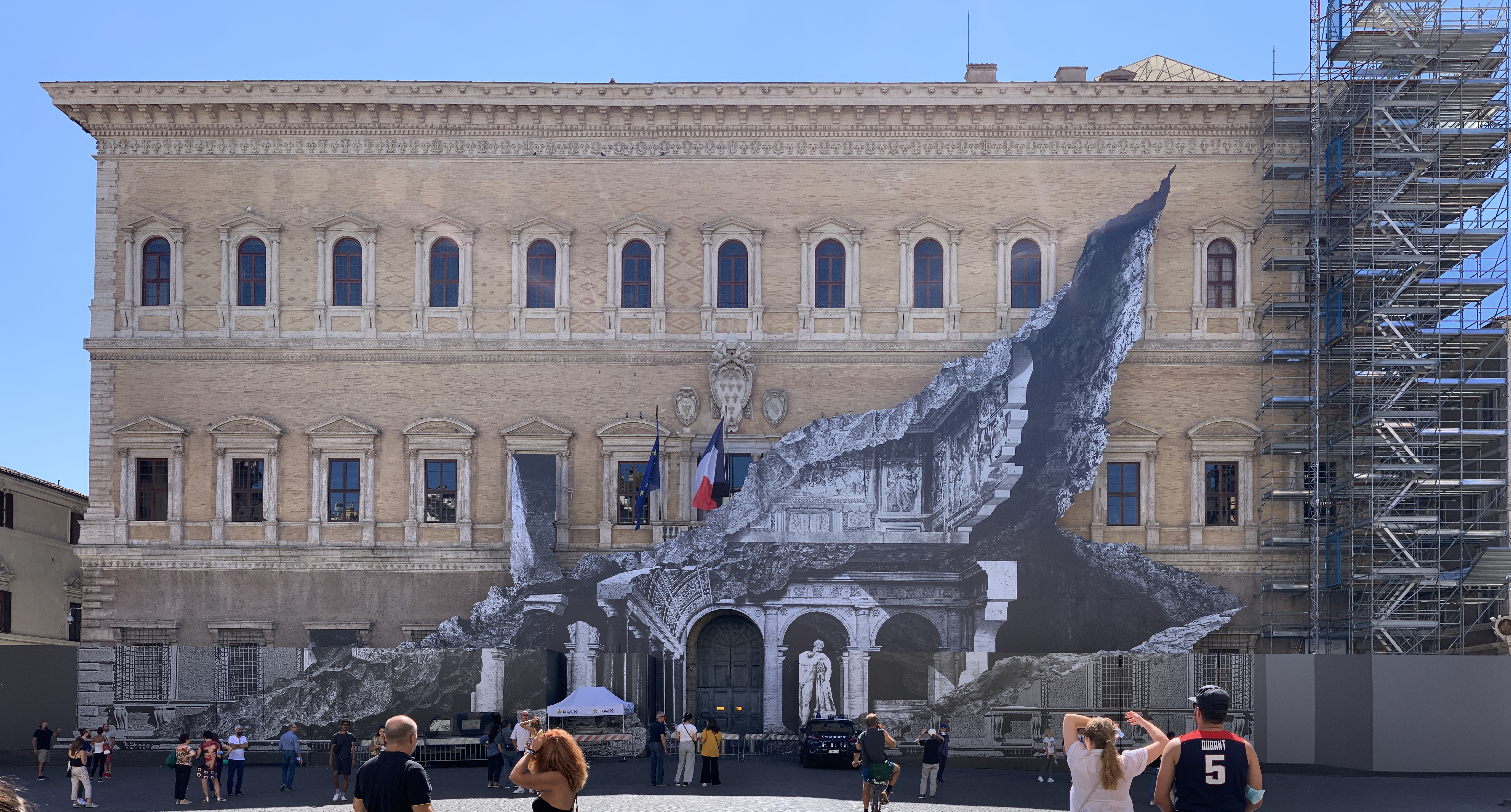
Le palais Farnèse, la façade sur la place.

Les travaux commencent en 1514. Ils sont  interrompus par le sac de Rome de 1527, puis reprennent après l'élection du cardinal comme pape (sous le nom de Paul III). À partir de l'année 1546 les travaux passent sous la direction de Michel-Ange.
La place est pavée en 1545 et dans l'axe de la façade du palais est installé l'un des deux bassins de granit égyptien, encore présents aujourd'hui,. Après que Paul V ait conduit l'acqua Paola au Trastevere, Grégoire XV a accordé 40 onces aux Farnèse pour l'alimentation des fontaines : ainsi la famille a commandé à Girolamo Rainaldi, autour de 1626, de construire les deux fontaines, dans lesquelles furent placées les deux vasques antiques. Les fontaines étaient purement ornementales, et entourées d'une balustrade. Pour les besoins du peuple (et aussi des animaux) on a construit la fontaine du Masque, non loin, au début de la via Giulia.

## Les bâtiments sur la place
Parmi les bâtiments sur la place se trouvent :
- Le palais Farnèse, qui accueille l'ambassade de France en Italie ;
- L'église et le couvent de Santa Brigida (église nationale des Suédois de Rome) ;
- Le palais du Coq de Roccagiovane (face au palais Farnèse) ;
- Le palais Mandosi Mignanelli (sur la droite, à l'angle de l'allée des Vents)[3].

D'autres bâtiments sont des reconstitutions du XIXe siècle d'immeubles plus anciens.